# San Luis Obispo
San Luis Obispo (talvolta abbreviato in SLO) è il centro amministrativo della Contea di San Luis Obispo, in California, ed è sede del Politecnico dello Stato della California ("Cal Poly SLO"). "Luis" viene pronunciato come il più anglofono "Lewis". All'epoca del censimento del 2010, la città contava una popolazione totale di 45 119 persone.
Venne fondata nel 1772 dagli spagnoli col nome di Mission San Luis Obispo de Tolosa (Missione di San Luigi vescovo di Tolosa).

## Geografia fisica
San Luis Obispo si trova a 35°16′27″ nord, 120°39′47″ ovest (35,274305, −120,663192). Secondo l'ufficio del censimento degli Stati Uniti, la città copre un'area totale di 33,5 km². 33,1 km² del suo territorio è costituito da terra, 0,4 km² da acqua (l'1,18% del territorio).

## Società

### Evoluzione demografica

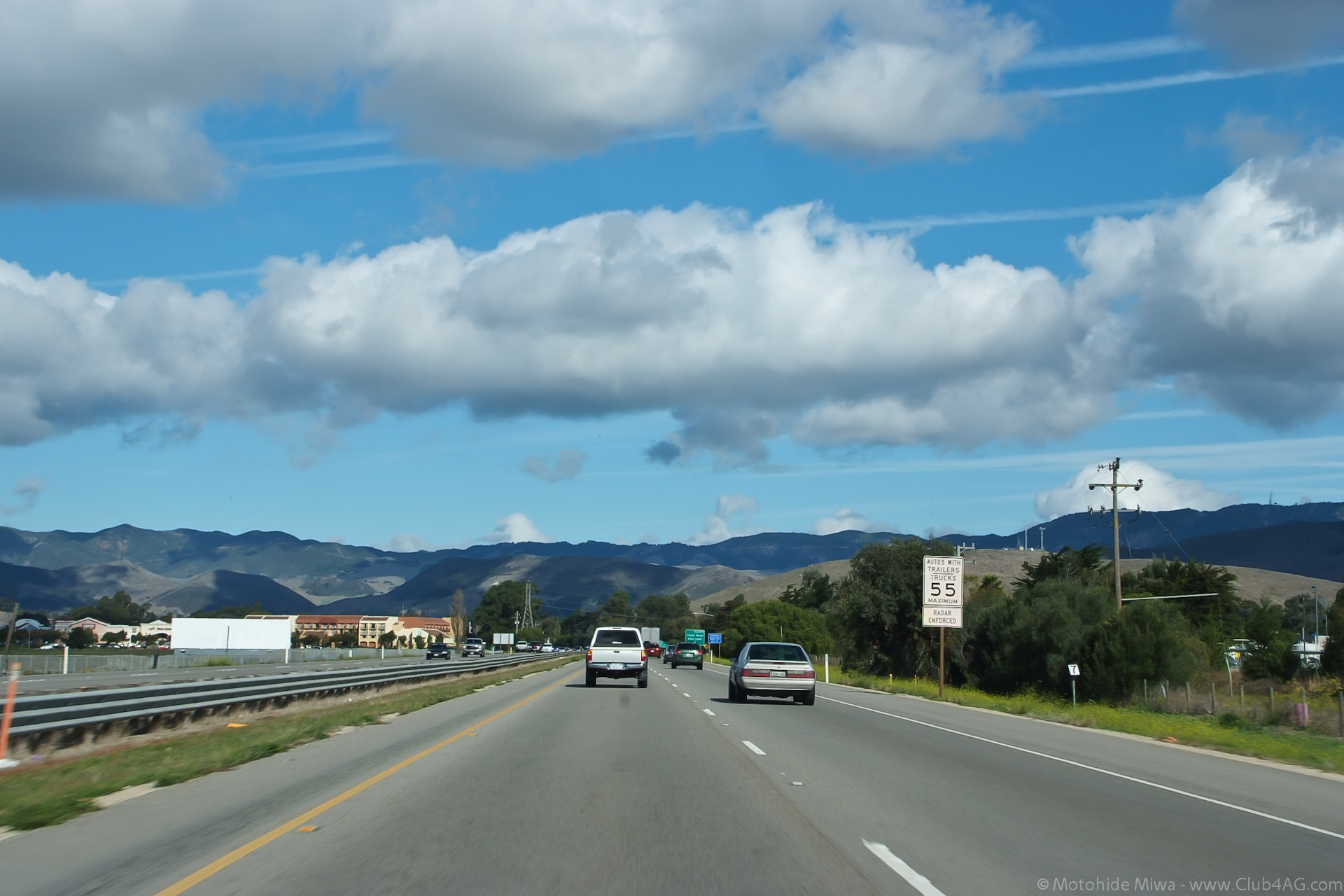
La U.S. Route 101 presso SLO

Secondo i dati del censimento del 2000, SLO conta 44 174 abitanti, 18 639 nuclei sociali, e 7 697 famiglie. La densità di popolazione è 1600,0/km². Ci sono 19 306 abitazioni, con una densità media di 699,3/km². L'84,11% della popolazione è di razza bianca, l'1,46% afroamericana, lo 0,65% nativa americana, il 5,28% asiatica, lo 0,13% proveniente dalle isole del Pacifico, il 4,82% di altre razze, e il 3,55% di razza mista. L'11,65% della popolazione è ispanica o latina.
Il 17,7% dei nuclei sociali include bambini sotto i 18 anni, il 31,3% sono coppie sposate, il 7,2% sono donne senza marito, e il 58,7% non sono famiglie. Il 32,7% è costituito da single e il 9,5% vive con qualcuno sopra i 65 anni. Il nucleo sociale è composto in media da 2,27 persone, e la famiglia media da 2,86.
Il 14,2% della popolazione ha meno di 18 anni, il 33,6% è fra i 18 e i 24, il 23,7% fra i 25 e i 44, il 16,5% fra i 45 e i 64, e il 12,1% sono sopra i 65 anni. L'età media è 26. Ci sono 105,8 maschi per ogni 100 femmine, e 106,3 per ogni 100 femmine sopra i 18 anni.
Il reddito medio di un nucleo sociale è 31 926 $, e di una famiglia è 56 319 $. I maschi hanno un reddito medio di 41 915 $ contro i 27 407 $ delle femmine. Il reddito medio procapite è 20 386 $. Il 26,6% della popolazione, e il 7,1% delle famiglie, sono sotto la soglia di povertà; vi si trovano il 9,3% di coloro che hanno meno di 18 anni e il 4,6% di quelli sopra i 65.
San Luis Obispo è sede del Politecnico dello Stato della California, abbreviato in "Cal Poly SLO". Al Cal Poly studiano circa 20000 studenti in corsi di laurea che vanno dall'agraria all'architettura, all'ingegneria, al management, alle arti liberali e alle scienze matematiche.

## Informazioni degne di nota
Sebbene la contea di San Luis Obispo abbia avuto un fortissimo incremento demografico negli ultimi due decenni, il fenomeno non si è verificato nella città, la cui popolosità è regolamentata secondo una principio di crescita lenta. Per questo motivo, e poiché molti benestanti di Los Angeles si trasferisco a SLO, il prezzo degli immobili nella città è estremamente alto (praticamente equivalente a quello di San Francisco). Solo il 19% dei residenti a SLO ha uno stipendio sufficiente a comprare una casa o pagare un affitto.
Nel centro della città, in Higuera Street, si tiene ogni giovedì il mercato dei prodotti agricoli, per il quale viene chiuso un tratto di circa un chilometro di strada. Per la via ci sono spesso musicisti e molti ristoranti allestiscono degli stand per vendere cibo per strada. Il mercato è un evento adatto alle famiglie e una attrazione turistica.
Durante l'estate, tutti i venerdì si tengono a SLO i "concerti nella Plaza". Musicisti di vari generi musicali (tra cui reggae, rock e jazz) si esibiscono nella Mission Plaza, in centro, di fronte a un pubblico fra le 300 e le 700 persone.
Un'altra attrazione turistica di SLO è il Madonna Inn. Creato da Alex Madonna, l'Inn è un famoso edificio eccentrico, noto per la sua abbondanza di rosa, per le sue stanze riccamente decorate, le stanze da bagno a tema, e una collezione di animali provenienti da tutto il mondo.
Ancora più bizzarra è la Bubblegum Alley (vicolo delle gomme da masticare), nel centro della città, in Higuera Street, fra Broad Street e Garden Street. Dal 1960 circa è infatti usanza, in questa via, che la gente appiccichi gomme da masticare masticati ai muri. In qualsiasi altro luogo della città, sporcare le strade comporta il rischio di prendere una multa molto salata.
Ci sono due scuole superiori nella città, lo SLOHS (San Luis Obispo High School) e il Mission College Preparatory, e due college, il Cuesta Community College e il noto Politecnico dello Stato della California.
Sebbene la città San Luis Obispo sia piuttosto liberale, la parte nord della contea è fortemente conservatrice (in particolare le città di Atascadero e Paso Robles).
Il sindaco attuale di SLO è Jan Howell Marx, eletta per la prima volta nel 2010 e rieletta nel 2012 e nel 2014.
Il nuovo Giardino Botanico di San Luis Obispo è stato trasferito presso El Chorro Regional Park. È uno dei giardini botanici più grandi degli Stati Uniti occidentali. Nei pressi del giardino si trova anche il laboratorio Leaning Pine Arboretum.
A SLO hanno sede la Oddworld (società produttrice di videogiochi), la Guayakí Sustainable Rainforest Products, la Music Man (azienda produttrice di strumenti musicali), e la National Reso-Phonic Guitars (il più celebre e prestigioso marchio di chitarre resofoniche).